# Varné sklo Simax
Varné sklo SIMAX je borokřemičité sklo, které vyniká vysokou teplotní a chemickou odolností a nízkou teplotní roztažností. Jedná se o jediné sériově vyráběné varné sklo na území České republiky, přičemž jediným producentem varného skla SIMAX je sklárna Kavalierglass ve středočeské Sázavě. Sklo SIMAX bylo v roce 1958 vyvinuto RNDr. Milošem Bohuslavem Volfem jako nástupce skel SIAL a PALEX. Dodnes je z něho vyráběna široká škála produktů zejména v oblasti domácenského a laboratorního skla, v energetice, zdravotnictví, farmacii, strojírenství, chemickém a petrochemickém průmyslu. Sklo je odolné pro běžné používání v teplotním rozmezí -40°C až 300 °C.

## Historie a vývoj
Historie výroby skla v Posázaví sahá až do 30. let 19. století, kdy se nejprve v Ostředku, posléze v Sázavě usadila sklářská rodina Kavalírů. První souprava laboratorního skla byla ve sklárně Františka Kavalíra vyrobena již v 19. století a jednalo se o vůbec první set laboratorního skla v Evropě. S výrobou domácenského varného skla započaly sklárny v roce 1923. Šlo především o domácenské sklo, mezi které patřilo několik slavných edic, jako např. čajový servis od designéra Ladislava Sutnara navržený v roce 1931. V roce 1935 vyvinuly sázavské sklárny varné sklo ISIS (pro technická svítidla), NEUTRAL (pro zdravotnické obaly) a K 35 (laboratorní a chemicky odolné sklo). Společně s rekonstrukcí skláren a zahájením strojní výroby bylo vyvíjeno sklo SIAL, které však nezaznamenalo větší úspěch a nebylo ho možné s pomocí tehdejších pecí dále ve větší míře produkovat. Nejen nedostatky skla SIAL byly důvodem pro zahájení vývoje borokřemičitého skla třídy 3.3, jehož výsledkem bylo v roce 1958 varné sklo SIMAX RNDr. Volfa, které je vyráběno dodnes. Od roku 1955 má varné sklo SIMAX ochrannou známku.
Sklo SIMAX rovněž zapříčinilo rozmach využití elektrického proudu k tavení skla. Během vývoje varného skla SIMAX se ukázalo, že tradiční pece natolik odolnou sklovinu neutaví. Tehdejší regenerativní U-plamenné vanové pece (jedna byla kromě Sázavy umístěna také v Růženíně) dokázaly za den utavit nedostatečných 4,1 tun skla. Proto bylo přistoupeno na tehdejší dobu k průlomovému a riskantnímu řešení v podobě využití elektrických pecí. Následovalo využití automatizovaných linek pro výrobu foukaného a lisovaného skla. Díky sklu SIMAX se tehdejší Československo stalo průkopníkem v oblasti automatizované výroby skla v Evropě.

## Technické informace a chemické vlastnosti
Borosilikátové sklo SIMAX splňuje vlastnosti mezinárodní normy ISO 3585. Díky svému složení je odolné např. vůči vroucí vodě, kyselinám, vodní páře, roztokům soli nebo proti alkáliím. Varné sklo SIMAX je čiré a bezbarvé. Jeho světelná propustnost dosahuje při tloušťce stěny 3 mm 92,5 %.

### Složení skla
Sklovina varného skla SIMAX se skládá ze složek SiO2 (80,3 %), B2O3 (13 %), Al2O3 (2,4 %), Na2O + K2O (4,3 %).

### Odolnost
Díky svému složení nabízí varné sklo SIMAX vysokou chemickou, fyzickou i mechanickou odolnost. Sklovina SIMAX je za běžných teplot izolantem a je nevodivá.
Mechanická odolnost skla SIMAX je dána především stavem jeho povrchu a celistvostí. Na Mohsově stupnici dosahuje vrypová vlastnost skloviny stupně 6.
Díky relativně vysoké teplotní vodivosti a nízkému součiniteli délkové teplotní roztažnosti je sklo SIMAX relativně odolné vůči teplotním šokům. Záleží však na tloušťce stěny, např. sklo s tloušťkou stěny 1 mm je odolné vůči teplotnímu šoku až 303 °C, v případě tloušťky stěny 10 mm je to 96 °C.
Sklo může být na druhou stranu rozleptáno např. koncentrovanou kyselinou trihydrogenfosforečnou,[zdroj?] kyselinou fluorovodíkovou nebo korodováno horkými alkalickými roztoky, případně střídáním kyselého a alkalického prostředí.

## Užití

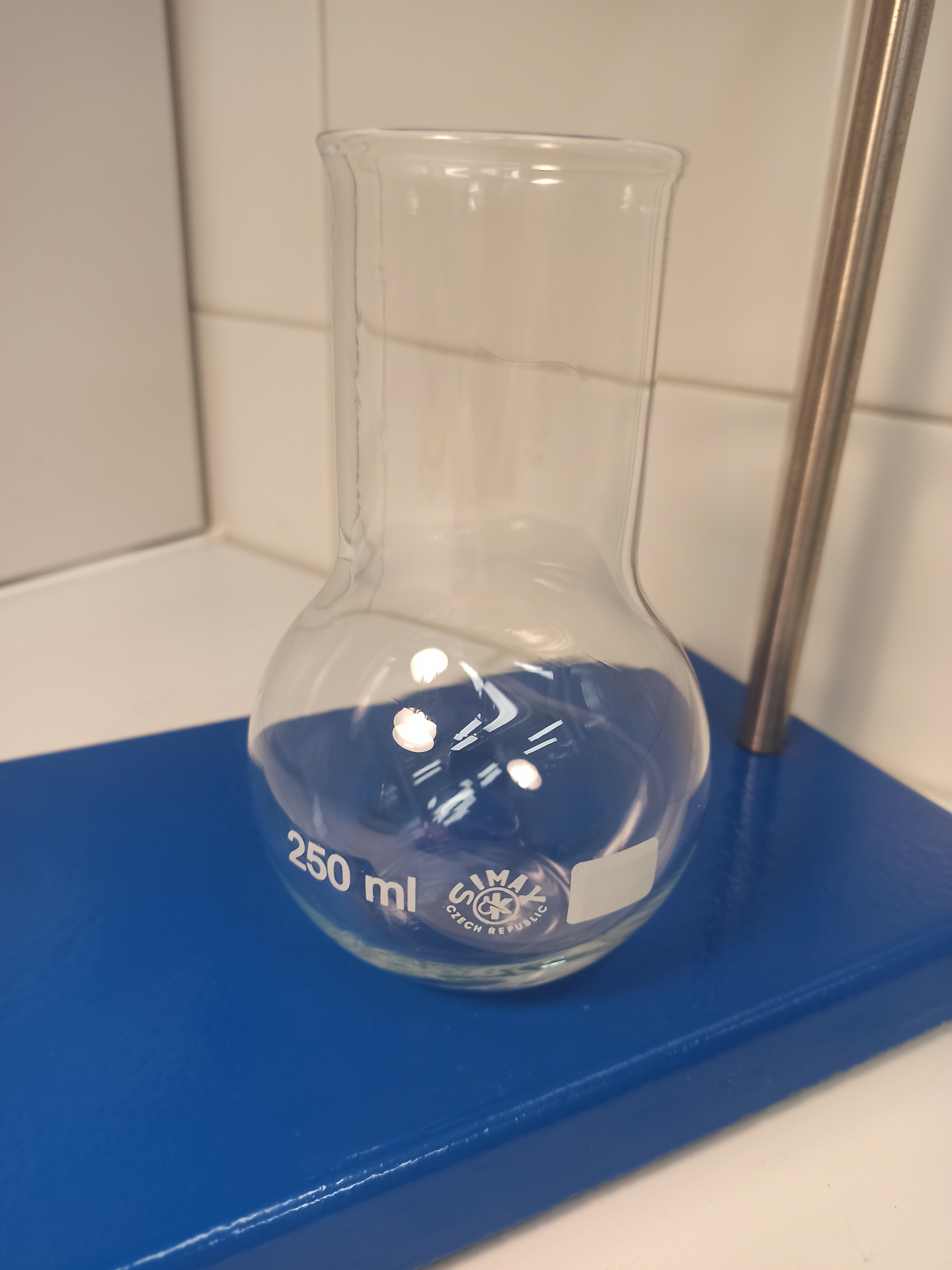
Titrační baňka vyrobená z varného skla SIMAX

Výrobky z varného skla SIMAX jsou produkovány dodnes v pestré škále oborů:
- domácenské sklo – čajové konvice, pekáče, džbány, karafy, sklenice, skleněná brčka, vázy a další
- laboratorní sklo – trubky, baňky, aparatury, chladiče a další
- průmyslové sklo
- chemický a petrochemický průmysl
- energetika a strojírenství
- zdravotnictví
- farmacie

Své místo našlo sklo SIMAX také v architektuře. Počátkem 80. let 20. století bylo využito jako dekorace dvou stanic metra B a exteriéru Nové scény Národního divadla v Praze.